# Northrop N-9M
Die Northrop N-9M (Schreibweisen auch N9M und N9-M) war ein von der Northrop Corporation gebauter, auf ein Drittel verkleinerter Erprobungsträger für den geplanten Nurflügelbomber Northrop B-35.

## Geschichte
Am 30. Oktober 1941 erging der Entwicklungsauftrag für den B-35-Bomber an Northrop. Für die ersten Tests wurde mit der N-9M ein im Maßstab 1:3 verkleinertes Experimentalflugzeug gebaut. Mit ihr sollten das zu erwartende Leistungsspektrum und die Flugeigenschaften der geplanten B-35 ermittelt werden. Es waren 4 Prototypen vorgesehen, die N9M1, M2, MA und MB.
Die N-9M war zum größten Teil eine Holzkonstruktion, lediglich die Struktur des 6 m breiten zentralen Teils des Nurflüglers bestand überwiegend aus Metall. Angetrieben wurde das Flugzeug von zwei 275-PS-Menasco C65-1 mit Zweiblattpropellern. Die N-9M erhielt später zwei 290-PS-Motoren und die N9MB sogar zwei 400-PS-Franklin-Motoren.
Der Erstflug der N9M1 erfolgte am 27. Dezember 1942. Die Menasco-Motoren erwiesen sich allerdings als unzuverlässig. Am 19. Mai 1943 stürzte die Maschine nach lediglich 22 Flugstunden rund 20 km westlich der Muroc Army Air Force Base ab, dabei starb der Pilot Max Constant. Die N9M2 flog zum ersten Mal am 24. Juni 1943 und lieferte wichtige Daten zur Aerodynamik eines Nurflüglers. So zeigte sich, dass die Windkanaldaten für die geplante XB-35 einen deutlich zu geringen Luftwiderstand lieferten. Die dritte und vierte N9M (N9MA und N9MB) flogen im Mai 1944 und Januar 1945 und repräsentierten die endgültige Auslegung der B-35.

## Technische Daten

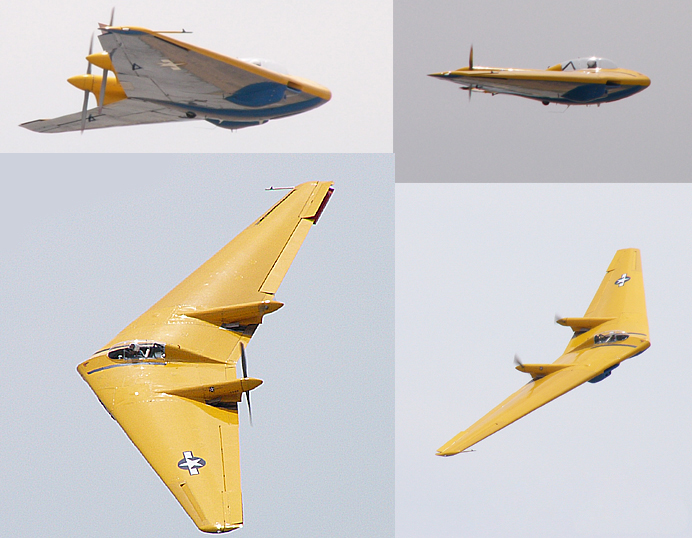
Northrop N-9MB, Chino Airshow 2004

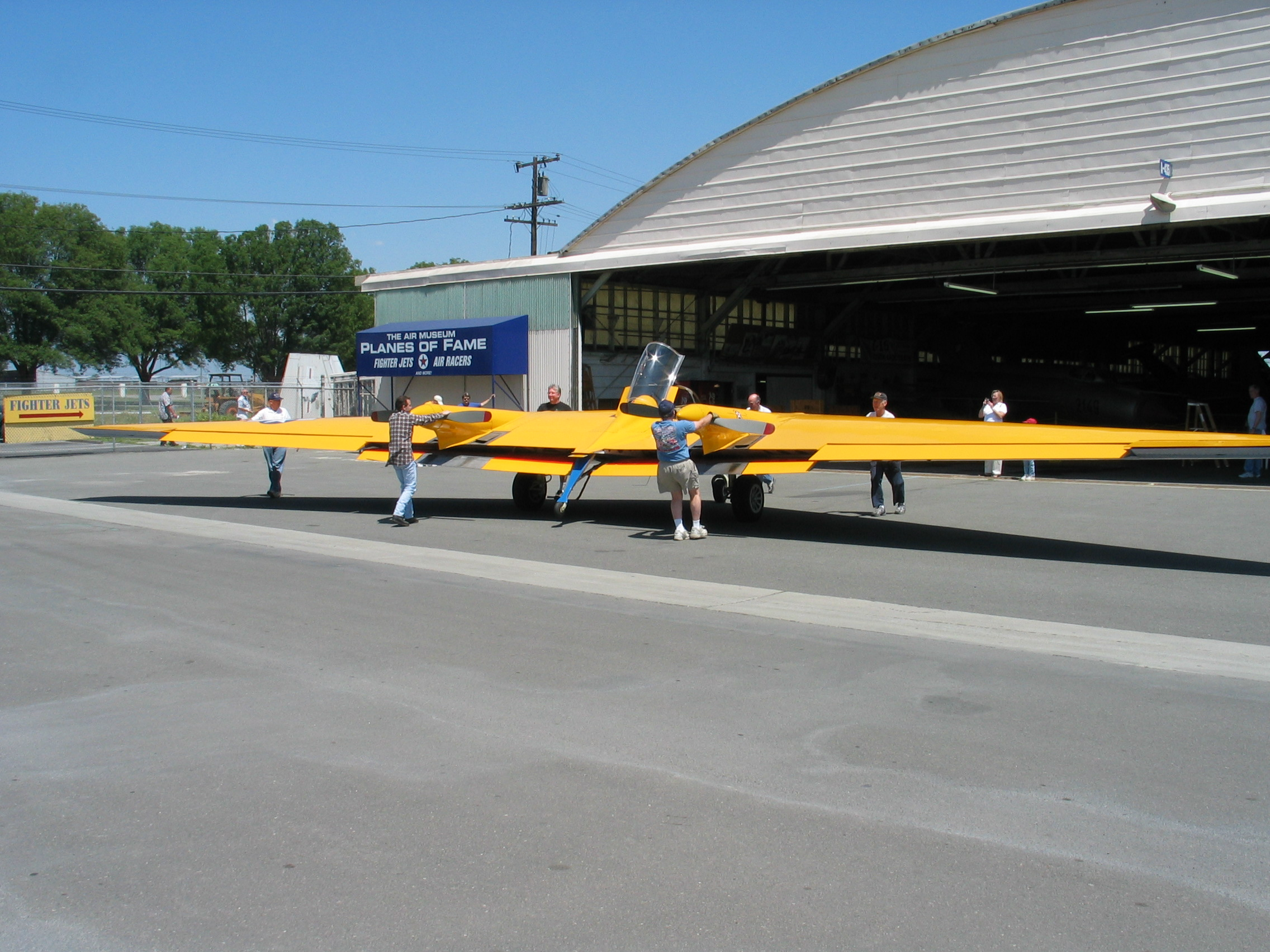
Northrop N-9MB vor dem Planes of Fame Air Museum in Chino

| Kenngröße             | Daten                               |
| --------------------- | ----------------------------------- |
| Besatzung             | 1                                   |
| Länge                 | 5,4 m                               |
| Spannweite            | 18,30 m                             |
| Höhe                  | 2,00 m                              |
| Flügelfläche          | 45,5 m²                             |
| Flügelstreckung       | 7,4                                 |
| Startmasse            | 3175 kg                             |
| Antrieb               | zwei Menasco C6S-4, 275 PS (205 kW) |
| Höchstgeschwindigkeit | 415 km/h                            |
| Dienstgipfelhöhe      | 6555 m                              |
| Reichweite            | 805 km                              |

## Verbleib
Nach Abbruch des B-35-Programms wurden alle Testflugzeuge außer der N9MB verschrottet. Im Jahre 1982 wurde diese Maschine von Freiwilligen aus Chino (Kalifornien) restauriert. Die Flugerprobung wurde 1996 abgeschlossen. Das Planes of Fame Museum hatte seitdem eine flugfähige Maschine, die regelmäßig auf Airshows vorgeführt wurde. Die N9MB stürzte am 22. April 2019 in Norco, Kalifornien ab. Der Pilot David Vopat kam dabei ums Leben, das Flugzeug wurde vollständig zerstört.